# Gjordbue
Gjordbuer eller gurtbuer er
forstærkningsbuer, som anbringes under forskellige
hvælvinger. De deler tøndehvælvinger i
kortere afsnit, og da de er tykkere
end hvælvingen, har de enten deres
fremspring over eller under denne, i sidste tilfælde
udgående fra piller, som springer frem fra
sidevæggene.
Ved et hvælvingssystem af
kors-hvælvinger eller krydshvælvinger danner gjordbuer
adskillelsen mellem de enkelte hvælvinger og
udgår da enten fra murpiller eller fritstående
piller og søjler.